# Lighthouse (Aarhus)
Lighthouse is een nieuwbouwcomplex bestaande uit laagbouw en een woontoren in Aarhus, Denemarken. Het gebouw ligt op de tip van het kunstmatige Aarhus Ø. Met de bouw van het complex werd in 2007 begonnen en de bouw werd verspreid over drie fases. Met de oplevering van het complex zou het, het hoogste gebouw van Denemarken moeten worden. Het gebouw werd ontworpen door architectenbureau 3XN.
Na veel problemen met de bodemgesteldheid en problemen met de financiering werd in april 2017 bekendgemaakt dat de oorspronkelijke toren van 146 meter was geschrapt ten gunste van een lagere toren van 128 meter. In 2018 bleek dat door gebruik te maken van een nieuwe en duurdere funderingstechniek dat de toren nog steeds zo'n 146 meter hoog kan worden. Er werd er toen voor gekozen om de toren een hoogte van 142 meter te laten bereiken, wat nog steeds het hoogste gebouw van Denemarken is. De eerste fase werd in 2012 opgeleverd en het hele complex werd opgeleverd medio 2022.
In 2023 won Lighthouse de 2023 CTBUH Award of Excellence Winners in de categorie hoogte tussen 100-199 m.

## Geschiedenis
Oorspronkelijk was het plan om het hele project in één keer te bouwen, maar vanwege financiële problemen met het IJslandse vastgoedbedrijf Landic Property, destijds de ontwikkelaar, werd de bouw van dit project in 2008 gewijzigd naar een tweefasenmodel. Het bedrijf is inmiddels failliet gegaan en het project werd in oktober 2009 verkocht aan het vastgoedbedrijf NorCap A/S in Kopenhagen.
NorCap, de ontwikkelaar van het project, financierde het project door middel van externe investeerders, waaronder de Duitse bank Eurohypo. Voor de eerste fase van het project probeerden ze meer investeerders en een hotelketen als huurder te vinden. Hotelketen Comwell werd maakte eerder al deel uit van het project, maar voelde zich door de vertraging bij de bouw niet meer gebonden aan de overeenkomst met Landic Property. Later werd het project overgedragen aan HavneInvest. Havneinvest voornamelijk verantwoordelijk voor de bouw van de laatste fase van het project. Deze fase werd gelanceerd in april 2017 en omvat de bouw van het hoogste gebouw van Denemarken.

## Aarhus Øje
In het gebouw is Aarhus Øje gevestigd, een interactieve tentoonstelling over de Stad & Baai van Aarhus. Bezoekers reizen in deze tentoonstelling door de lagen van de tijd, waarbij wordt beschreven hoe de stad zowel door de natuur als de mens, zowel boven de stad als onder water, door de tijd heen is gevormd.
Tevens kan er bij het bezoek gebruik gemaakt worden van het panoramisch uitkijkpunt op de 44e verdieping van het gebouw. Waarbij men een uitzicht heeft over de baai van Aarhus, de skyline van de stad en het omliggende landschap.